# Cast Away
Cast Away (bra: Náufrago; prt: Cast Away – O Náufrago ou O Náufrago) é um filme dramático de sobrevivência americano de 2000 dirigido e produzido por Robert Zemeckis e estrelado por Tom Hanks, Helen Hunt e Nick Searcy. Narra a história de um empregado da FedEx que sofre um acidente aéreo e vai parar numa ilha deserta no Pacífico Sul. A trama se concentra em suas tentativas desesperadas de sobreviver e voltar para casa. É incomum no cinema em Hollywood que, durante a maior parte do filme, só haja um personagem humano. As filmagens iniciais ocorreram de janeiro a março de 1999, antes de recomeçarem em abril de 2000 e serem concluídas em maio. Cast Away foi lançado em 22 de dezembro de 2000 pela 20th Century Fox na América do Norte e pela DreamWorks Pictures em seus mercados internacionais.
O filme arrecadou no total US$ 429 milhões de dólares, e recebeu duas indicações ao Oscar 2001, nas categorias de Melhor Ator (para Tom Hanks) e Melhor Mixagem de Som (para Randy Thom, Tom Johnson, Dennis S. Sands e William B. Kaplan).
Tom Hanks, protagonista do filme, ganhou o Globo de Ouro de melhor ator em filme dramático, além de ser indicado para o BAFTA de melhor ator em cinema e o Prêmio Screen Actors Guild de melhor ator em cinema.

## Sinopse
Em dezembro de 1995, Chuck Noland é um engenheiro de sistemas obcecado pelo tempo que viaja em todo o mundo resolvendo problemas de produtividade nos depósitos da FedEx. Ele está em um relacionamento de longo prazo com Kelly Frears, com quem mora em Memphis, Tennessee. Embora o casal queira se casar, a agenda lotada de Chuck interfere no relacionamento deles. Um encontro de Natal com parentes é interrompido quando Chuck é convocado para resolver um problema na Malásia. Ao voar através de uma violenta tempestade, o Airbus A300 acaba se acidentando no Oceano Pacífico. Chuck escapa do avião afundando e é salvo por um bote salva-vidas inflável, mas perde o transmissor localizador de emergência. Ele se agarra ao bote salva-vidas, perde a consciência e flutua a noite toda antes de se lavar em uma ilha. Depois que ele acorda, ele explora a ilha e logo descobre que é desabitada.
Vários pacotes da FedEx do avião acidentado também são jogados na praia, assim como o cadáver de um dos pilotos que, em seguida, ele enterra. Chuck inicialmente tenta sinalizar para resgate e faz uma tentativa de fuga com o que sobrou de sua jangada, mas não consegue ultrapassar as poderosas ondas e os recifes de corais que cercam a ilha. Ele procura comida, água e abrigo. Desesperado, abre os pacotes e utiliza vários itens. Ele deixa um pacote, que tem um par de asas de anjo impressas, fechado. Durante a primeira tentativa de fazer fogo, Chuck produz um corte profundo na mão. Com raiva e dor, ele joga vários objetos, incluindo um Wilson, uma bola de voleibol, de um dos pacotes. Mais tarde, ele desenha um rosto na bola, que ele nomeou como Wilson, com o sangue da mão machucada. Uma noite, Chuck calcula que, para  ser resgatado, os resgatistas teriam que procurar uma área duas vezes maior que o Texas, o que tornava  seu resgate improvável.
Depois de quatro anos (no início de 2000), Chuck adaptou-se às escassas condições de vida da ilha, tornando-se adepto da pesca e fazer fogueiras. Ele também tem conversas e discussões com Wilson, a bola, seu único meio de socialização. Uma grande parte de um banheiro portátil é levada até a ilha; Chuck o usa como uma vela na construção de uma jangada. Depois de passar algum tempo construindo e estocando a jangada e aguardando ótimas condições climáticas (usando um analema criado em sua caverna para monitorar a época do ano), ele lança, usando a vela para superar as ondas poderosas. Depois de algum tempo no oceano, uma tempestade quase rasga sua jangada. No dia seguinte, enquanto Chuck dorme, Wilson se solta e flutua para longe da jangada. Chuck é acordado pelo borrifo de uma baleia, vê Wilson e nada atrás dele, mas a bola foi longe demais para ser recuperada com segurança e é perdida no mar. Chuck retorna à jangada e cai em lágrimas. Mais tarde, um cargueiro de passagem o encontra à deriva.
Ao retornar à civilização, Chuck descobre que há muito tempo ele foi dado como morto; sua família e conhecidos realizaram um funeral, Kelly mudou-se e se casou com Jerry Lovett, um dentista que fez um canal de raiz em Chuck há cinco anos, e tem uma filha Katie. Após a reunião, os dois professam seu amor um pelo outro, mas, percebendo que não poderiam estar juntos por causa de seu compromisso com sua nova família, ele acaba partindo. Kelly dá a Chuck o carro que eles compartilharam.
Algum tempo depois, Chuck viaja para o Canadá, Texas, para devolver o pacote fechado da FedEx com as asas de anjo ao remetente, uma mulher chamada Bettina Peterson. Ninguém está em casa, então ele deixa o pacote na porta com uma nota dizendo que o pacote salvou sua vida. Ele parte e para em uma encruzilhada deserta. Uma mulher amistosa que passa em uma caminhonete para explicar onde cada estrada leva. Enquanto ela vai embora, Chuck percebe as asas de anjo nas costas de seu caminhão, que combinam com as do pacote. Enquanto Chuck fica parado na encruzilhada, ele olha para baixo de cada estrada e sorri fracamente ao olhar na direção da caminhonete da mulher.

### Wilson
Wilson é o amigo imaginário criado pelo personagem Chuck Noland no filme. Wilson é uma bola de vôlei na qual Chuck, em um acesso de raiva, a pega com sua mão sangrando e a joga para longe, fazendo assim com que permanecesse na mesma uma mancha similar a um rosto humano. Chuck a tratava como um amigo nos momentos de solidão. O nome se deve ao fato da marca da bola ser Wilson.

## Elenco
- Tom Hanks como Chuck Noland
- Wilson como Bola de Vôlei Wilson Cataway
- Helen Hunt como Kelly Frears
- Nick Searcy como Stan, um amigo de Chuck
- Chris Noth como Jerry Lovett, marido de Kelly
- Lari White como Bettina Peterson, a mulher que enviou o pacote fechado da FedEx
- Vince Martin como Piloto Al, que é enterrado por Chuck na ilha
- Michael Forest como Piloto Jack
- Jay Acovone como Piloto Peter

## Produção

### Desenvolvimento
Em uma mesa redonda de atores de 2017 com o The Hollywood Reporter, Tom Hanks declarou:
| “ | Fiz Cast Away porque queria examinar o conceito de quatro anos de desesperança, nos quais você não tem nenhum dos requisitos para viver — comida, água, abrigo, fogo e companhia. Mas levou seis anos para montar a aliança que realmente examinaria isso. Eu tinha apenas um terço dele, e Bill Broyles apenas um terço, até que Bob Zemeckis apareceu e providenciou o outro terço. Tive essa ideia original. Eu estava lendo um artigo sobre a FedEx e percebi que os 747s cheios de pacotes voam pelo Pacífico três vezes por dia. E eu pensei: "O que acontece se isso diminuir?" | ” |

### Filmagens

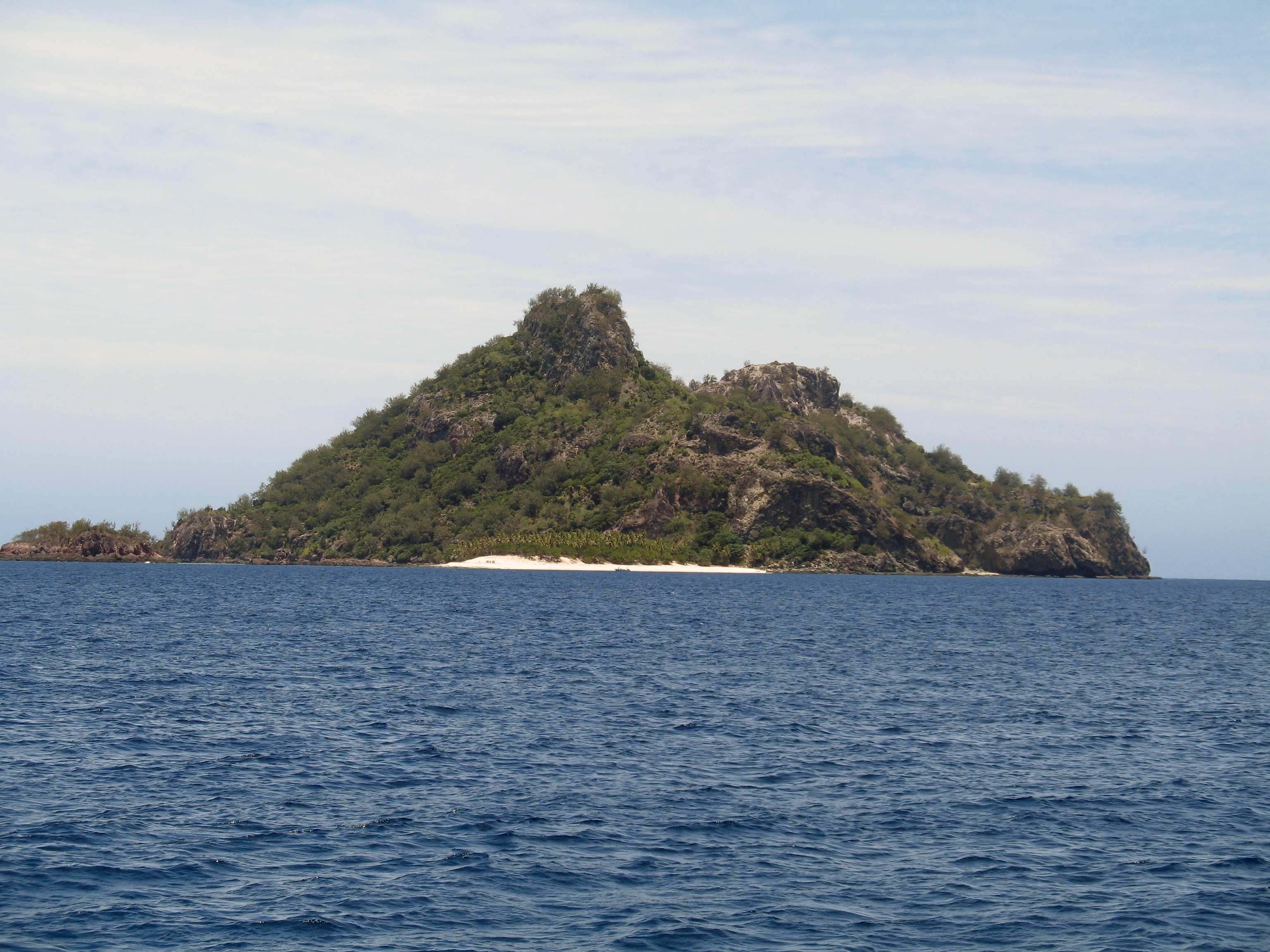
A ilha de Monuriki

O filme não foi rodado consecutivamente. Tudo começou em 18 de janeiro de 1999 antes de parar dois meses depois. As filmagens foram retomadas em 3 de abril de 2000 e terminadas no mês seguinte. Hanks ganhou 50 libras (23 kg) durante a pré-produção, com o objetivo de tornar sua transformação mais dramática. Depois que a maior parte do filme foi filmada, a produção foi interrompida para que ele pudesse perder peso e deixar o cabelo e a barba crescerem para parecer que estava morando na ilha há anos. Outra interrupção da produção de quatro meses precedeu a filmagem das cenas finais de retorno. Durante o hiato de um ano, Zemeckis usou a mesma equipe de filmagem para fazer outro filme, What Lies Beneath.
Cast Away foi filmado em Monuriki, uma das Ilhas Mamanuca em Fiji. Ele está em um subgrupo do arquipélago Mamanuca, que está situado na costa de Viti Levu, a maior ilha de Fiji. A ilha se tornou uma atração turística após o lançamento do filme. Depois do retorno de Chuck, Monuriki é identificado por Kelly como estando "cerca de 970 quilômetros ao sul das Ilhas Cook", mas na verdade não há nenhuma terra entre as Ilhas Cook no extremo sul de Mangaia e a Antártica.
O filme essencialmente começa e termina no mesmo local, no Arrington Ranch, no Texas Panhandle, ao sul da cidade de Canadian, Texas.

### Música
A trilha sonora mínima do filme foi composta e conduzida por Alan Silvestri, pelo qual ele ganhou um Grammy em 2002. A trilha sonora do filme é mais notável por sua falta de trilha sonora e efeitos sonoros de criaturas (como o canto dos pássaros ou sons de insetos) enquanto Chuck está no ilha, que se destina a reforçar a sensação de isolamento. Cast Away não contém nenhuma trilha sonora original até que Chuck escape da ilha. No entanto, há uma peça coral russa ouvida perto do início do filme que não foi composta ou mesmo gravada por Silvestri, por isso não aparece na trilha sonora do filme. É uma canção tradicional russa escrita por Lev Knipper chamada "Oh, My Field" ("Polyushko, Polye") e está disponível em várias coleções de hinos do Exército Vermelho.
O CD oficial da trilha sonora é uma antologia de peças musicais de todos os filmes até então dirigida por Zemeckis e trilhada por Silvestri. A única faixa do próprio Cast Away é o tema dos créditos finais.

### FedEx
A FedEx forneceu acesso às suas instalações (Memphis, Los Angeles e Moscou), bem como aviões, caminhões, uniformes e suporte logístico. Uma equipe de profissionais de marketing da FedEx supervisionou a produção por mais de dois anos de filmagem. O CEO da FedEx, Fred Smith, fez uma aparição como ele mesmo na cena em que Chuck é recebido de volta, que foi filmada nas instalações da casa da FedEx em Memphis, Tennessee. A ideia de uma história baseada na queda de um avião da FedEx deu à empresa "um ataque cardíaco no início", mas a história geral foi vista como positiva. A FedEx, que não pagou dinheiro pela colocação do produto no filme, viu um aumento no conhecimento da marca na Ásia e na Europa após o lançamento do filme.

### Wilson
No filme, a bola de vôlei Wilson serve como amigo personificado de Chuck Noland e é seu único companheiro durante os quatro anos que Noland passa sozinho na ilha deserta. Nomeado em homenagem ao fabricante do voleibol, Wilson Sporting Goods, o personagem foi criado pelo roteirista William Broyles, Jr.. Enquanto pesquisava para o filme, ele consultou especialistas em sobrevivência profissionais e, em seguida, optou por se isolar deliberadamente por uma semana em uma praia isolada no Golfo da Califórnia, para se forçar a procurar água e comida, e obter seu próprio abrigo. Durante esse tempo, uma bola de vôlei chegou à praia, servindo de inspiração para o companheiro inanimado do filme. Do ponto de vista do roteiro, Wilson também serve para permitir realisticamente que o diálogo ocorra em uma situação de apenas uma pessoa.
Há rumores inverídicos que um dos adereços de voleibol originais foi vendido em leilão por US$ 18 500 para o ex-CEO da FedEx Office, Ken May. Na época do lançamento do filme, Wilson lançou sua própria promoção conjunta centrada no fato de que um de seus produtos era "co-estrelado" com Tom Hanks. Wilson fabricou uma bola de vôlei com uma reprodução da marca da mão ensanguentada em um dos lados. Foi vendido por um período limitado durante o lançamento inicial do filme e continua a ser oferecido no site da empresa.

## Recepção

### Bilheteria
Cast Away estreou em 2 774 cinemas na América do Norte e arrecadou US$ 28,9 milhões (uma média de US$ 10.412 por sala de cinema) em seu fim de semana de estreia. Para o feriado prolongado de Natal, que durou quatro dias, arrecadou um total de US$ 39,9 milhões. O filme manteve um bom desempenho e acabou ganhando US$ 233,6 milhões no mercado interno e $196 milhões no exterior, em um total de US$ 429,6 milhões, contra seu orçamento de produção de US$ 90 milhões.

### Resposta crítica
No Rotten Tomatoes, Cast Away detém um índice de aprovação de 89% com base em 157 avaliações, com uma classificação média de 7,40/10. O consenso crítico do site diz: "Falha, mas fascinante, Cast Away oferece um roteiro inteligente, parte da direção mais madura de Robert Zemeckis e uma apresentação de demonstração de Tom Hanks." No Metacritic, o filme tem uma pontuação média ponderada de 73 de 100 com base em análises de 32 críticos, indicando "análises geralmente favoráveis". O público entrevistado pela CinemaScore deu ao filme uma nota média de "B" em uma escala de A+ a F.
Roger Ebert, do Chicago Sun-Times, deu ao filme três estrelas em quatro. Em sua revisão, ele elogiou Hanks por fazer "um trabalho excelente de afastar Cast Away sozinho por cerca de dois terços de seu tempo de execução" por "nunca se esforçar para ter efeito, sempre persuasivo mesmo nesta situação improvável, ganhando nossa simpatia com seu olhos e sua linguagem corporal quando não há mais ninguém na tela." No entanto, ele também mencionou como sentiu que o filme é "uma história forte e simples, cercada por complicações desnecessárias e falha por um último ato que nos decepciona e termina com uma nota de capricho forçado."

### Na cultura popular
Um comercial da FedEx durante o Super Bowl de 2003 parodiou a cena final do filme, em que Chuck Noland devolve um pacote ao remetente. Nessa versão, a mulher atende a porta, e quando Noland pergunta o que havia na caixa, a mulher responde: "Só um Telefone por satélite, localizador GPS, vara de pescar, purificador de água e algumas sementes. Bobagem."
O executivo de mídia Lloyd Braun, da ABC Studios, sugeriu pela primeira vez a ideia de uma série de televisão do tipo Cast Away em um jantar em 2003. Thom Sherman posteriormente apresentou a ideia para Cast Away - The Series, mas nunca desenvolveu a ideia. O conceito foi posteriormente desenvolvido e lançado com o título Nowhere, que mais tarde se tornou o programa da ABC Lost.
O segundo episódio da sétima temporada de It's Always Sunny in Philadelphia, "The Gang Goes to the Jersey Shore" faz referência a uma das cenas mais famosas de Cast Away. Quando Frank, flutuando em uma jangada no Oceano Atlântico, perde seu “presunto de rum”; sua angústia lembra a do personagem de Tom Hanks perdendo uma bola de vôlei que ele chamou de "Wilson".

## Premiações
| Organizações                    | Categoria                                                                  | Nomeados                                                     | Resultado |
| ------------------------------- | -------------------------------------------------------------------------- | ------------------------------------------------------------ | --------- |
| Oscar 2001                      | Melhor Ator                                                                | Tom Hanks                                                    | Indicado  |
| Oscar 2001                      | Melhor Som                                                                 | Randy Thom, Tom Johnson, Dennis S. Sands e William B. Kaplan | Indicado  |
| BAFTA Awards 2001               | Melhor Ator de Filme em um Papel Principal                                 | Tom Hanks                                                    | Indicado  |
| Critics' Choice Awards 2001     | Melhor Objeto Inanimado em um Filme                                        | Wilson                                                       | Venceu    |
| Prêmios Globo de Ouro de 2001   | Melhor Ator em um Filme - Drama                                            | Tom Hanks                                                    | Venceu    |
| MTV Movie Awards 2001           | Melhor sequência de ação em um filme                                       | Plane crash                                                  | Indicado  |
| MTV Movie Awards 2001           | Melhor Beijo em um Filme                                                   | Tom Hanks e Helen Hunt                                       | Indicado  |
| MTV Movie Awards 2001           | Melhor Duo ou Equipe na Tela em um Filme                                   | Tom Hanks e Wilson                                           | Indicado  |
| MTV Movie Awards 2001           | Melhor desempenho em um filme                                              | Tom Hanks                                                    | Indicado  |
| Prémio Screen Actors Guild 2001 | Desempenho notável por um ator masculino em um papel principal em um filme | Tom Hanks                                                    | Indicado  |
| Grammy Awards de 2002           | Melhor Composição Instrumental                                             | Alan Silvestri (para os créditos finais de "Cast Away)       | Venceu    |